# Chessy-les-Prés
Chessy-les-Prés je francouzská obec v departementu Aube v regionu Grand Est. V roce 2012 zde žilo 529 obyvatel.

## Poloha
Obec leží u hranic departementu Aube s departementem Yonne, tedy i u hranic regionu Grand Est s regionem Burgundsko-Franche-Comté. Sousední obce jsou: Bernon, Courtaoult, Les Croûtes, Davrey, Ervy-le-Châtel, Flogny-la-Chapelle (Yonne), Lignières, Marolles-sous-Lignières a Vanlay.

## Vývoj počtu obyvatel
Počet obyvatel